# Mom and Pop Art
«Mom and Pop Art» —«Mamá y el arte de papá» en España y «Arte de mamá y papá» en Hispanoamérica— es el decimonoveno episodio de la décima temporada de Los Simpson, estrenado el 11 de abril de 1999 en la cadena FOX de Estados Unidos. En él, Homer se convierte sin darse cuenta en un artista marginal muy elogiado después de que su intento de construir una barbacoa fracasara. Su trabajo se exhibe en galerías de arte y comienza a ganar éxito después de que Montgomery Burns le compre su obra. Sin embargo, tras la exposición al público de sus nuevas creaciones es criticado dada su similitud con las primeras, por lo que después de oír sobre las obras de Christo, busca realizar algo revolucionario.
Steven Dean Moore dirigió el capítulo, mientras que Al Jean se encargó del guion, el primero que elaboró tras volver al equipo de redacción de la serie. El argumento fue concebido por el propio Jean, quien se inspiró en una noticia del programa 60 Minutes sobre artistas encontrados. En el episodio se presentan al artista contemporáneo Jasper Johns —interpretado por él mismo— y a la actriz italiana Isabella Rossellini en el papel de Astrid Weller. También aparecen numerosas referencias a reconocidos artistas como Leonardo da Vinci o Henri Rousseau. En su primera emisión, 8.5 millones de personas aproximadamente vieron el episodio, por lo que acabó en la vigesimotercera posición en la clasificación Nielsen de la semana de estreno. Tras el lanzamiento para formato doméstico de The Simpsons: The Complete Tenth Season, «Mom and Pop Art» recibió comentarios mixtos por parte de la crítica.

## Sinopsis
Marge le dice a Homer que debería hacer algo de trabajo en la casa o en el jardín, en vez de estar tumbado todo el día sin hacer nada, así que acude con Bart a la tienda Mom & Pop Hardware —en español: Ferretería de Mamá y Papá— para hacerse con algunas herramientas. No obstante, cuando llegan allí, el padre ve una barbacoa de hágalo usted mismo y se siente forzado a comprarla en vez de algo útil que pueda ayudarle con su trabajo. Empieza la construcción cavando un foso, pero lo echa todo a perder cuando tira las partes de la barbacoa al cemento húmedo y luego lo empeora aún más cuando intenta montarla frenéticamente antes de que fragüe, de forma que se encuentra con los objetos pegados entre sí que le ponen furioso. De hecho, intenta soltar su rabia golpeándolos, aumentando el grado de destrucción de la estructura. Posteriormente, Homer lleva su composición a la tienda para solicitar una devolución, pero es denegada. Volviendo a casa, pierde el control de la carreta que llevaba la construcción, de manera que acaba estrellándose contra el coche de una mujer. Homer huye de la escena del accidente, pero la dueña del vehículo le localiza. Resulta ser una artista llamada Astrid Weller y ve en la manualidad de Homer una obra maestra del arte marginal. Gracias a ella, su obra empieza exhibiéndose en el Louvre —un museo de arte americano que toma su nombre de la pinacoteca francesa—, lugar en el que Montgomery Burns la compra, por lo que su fama como artista comienza a crecer.
Ahora que oficialmente es un artista marginal, Homer usa su furia para continuar con su trabajo y se hace amigo de artistas estereotípcamente pretenciosos, como Jasper Johns. Mientras tanto, Marge siente celos de su marido debido a la facilidad en conseguir tanto éxito en el mundo del arte, pese a que ella lo había intentado con mucho esfuerzo varias veces sin buenos resultados. Un tiempo después, Homer recibe una notificación de Weller avisando de que su trabajo aparecerá en la exposición Art in America, pero sus nuevas manualidades son rechazadas por los ciudadanos de Springfield y sus nuevos amigos artistas.
Ahora que Homer se encuentra carente de inspiración, acude con Marge a visitar el museo de arte del pueblo, aunque ninguna de las obras que observa allí le sirven. Según él, siente que no encaja en ese mundo cuando ve lo que otros artistas han conseguido e incluso su estado de ánimo empeora tras despertarse de una pesadilla en la que varias obras de arte le golpean. Tras ello, vuelve desalentado a su casa, donde Lisa pronto le comenta otra sugerencia: le habla de las obras ambientales de Christo, por lo que el padre intenta realizar algo parecido. En consecuencia, él y Bart abren todas las bocas de incendio del pueblo para inundar la ciudad y le ponen esnórqueles a todos los animales del zoológico para no ahogarlos. Sorprendentemente, Astrid Weller y casi todos los vecinos quedan impresionados con su trabajo, de forma que disfrutan de los «Grandes Canales de Springfield», junto con los animales nadando. Finalmente, mientras Homer y Marge están besándose en el tejado de su casa, aparece Jasper Johns y roba el cuadro que estaba pintando la mujer.

## Producción

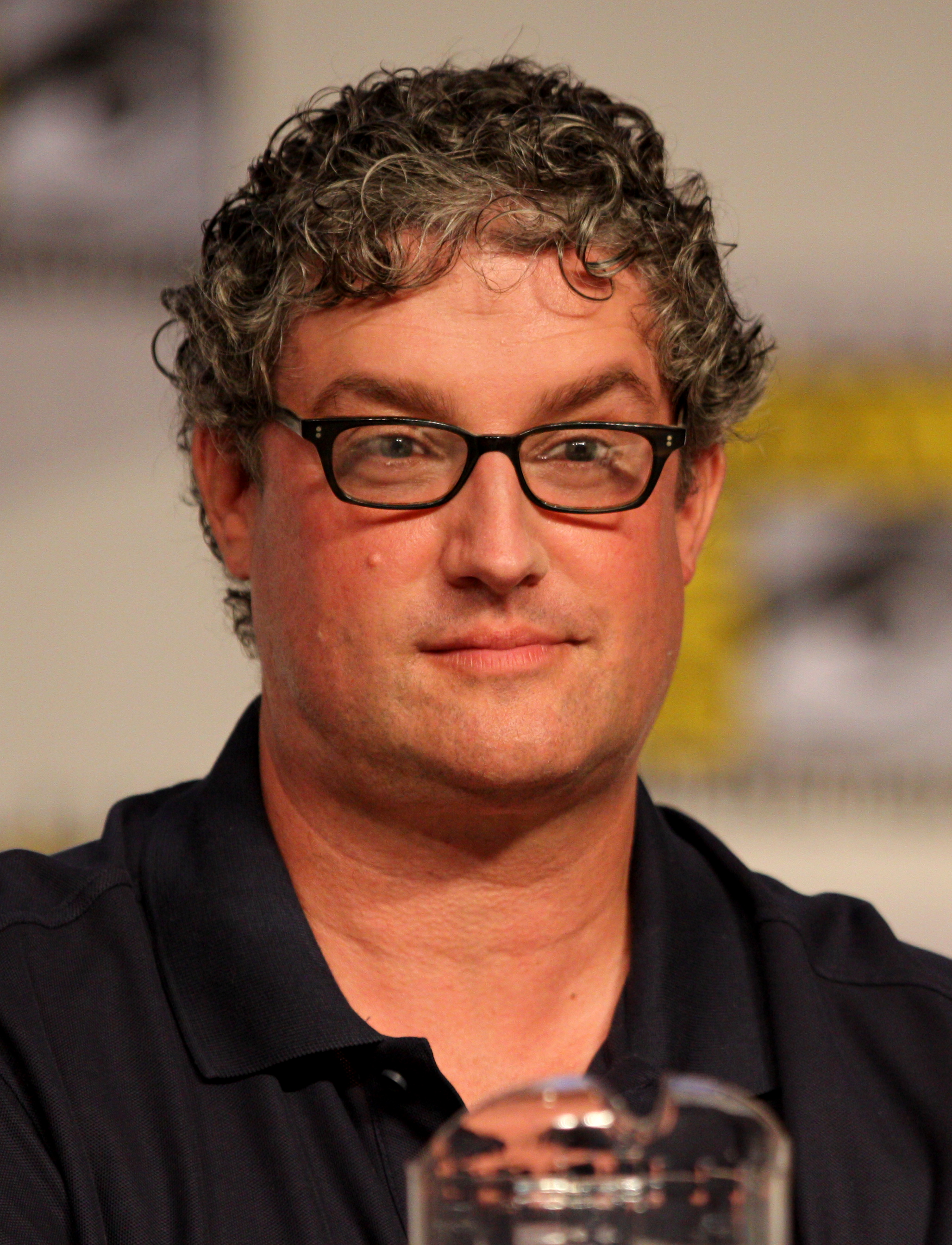
«Mom and Pop Art» fue el primer episodio que escribió Al Jean (en la imagen) tras su vuelta al equipo de guionistas de Los Simpson.

El showrunner Al Jean fue quien concibió el guion de «Mom and Pop Art», mientras que Steven Dean Moore fue el encargado de la dirección. Fue el primero que escribió Jean tras su reincorporación al equipo de guionistas de Los Simpson. Durante tres años, había trabajado con Mike Reiss en la comedia fantástica Teen Angel, obra que menospreciaba; al respecto, afirmó en el comentario en DVD del episodio: «Todos los días [en los que trabajé en Teen Angel] me decía: 'Ojalá volviera a Los Simpson'». La idea del argumento vino de una pieza del programa televisivo 60 Minutes, que hablaba sobre artistas encontrados: «Básicamente, coge basura y júntala [...] y conviértela en una obra de arte que se venda por decenas de miles de dólares», comentó Jean, quien pensó que esa profesión encajaría en Homer. En la puerta del garaje de Los Simpson aparece escrita la oración «Start here tomorrow 7/17/95» —en español: «Empezar aquí mañana 17/7/95»—, fecha que hace referencia al aniversario de Mike Scully —el productor ejecutivo— y su mujer Julie Thacker. En una escena, la familia visita una ferretería, actuación que fue inspirada en el padre de Jean, que tenía una en la que el hijo solía trabajar cuando era pequeño. En otro fragmento, Homer intenta construir una barbacoa que fue adquirida en esa tienda, algo que también visualizó Jean y es la parte favorita de Scully.
Mientras que los diseños de los nuevos amigos de Homer no se basaron en alguien en particular, el director de animación Jim Reardon dibujó un hombre alemán con un cigarro para darle un «estilo europeo». Por otro lado, cuando visitan el museo de Springfield, Homer y Marge observan una pintura que muestra a Akbar y Jeff, dos de los personajes de la tira cómica La vida en el Infierno de Matt Groening, que en la vida real estaba firmada por él mismo. Por su parte, el lienzo ubicado junto al de Groening fue diseñado por Tom Gagnon, un amigo de Scully que es una artista profesional, mientras que los amigos de Dean Moore pintaron los cuadros de la segunda parte. En un momento del sueño de Homer, el Hombre de Vitruvio comienza a pegarle, un hecho que según Groening tuvo «algo de controversia» acerca de si el equipo técnico debería dibujar al personaje desnudo o no, aunque al final se le añadió un suspensorio. En la última parte del episodio, Springfield queda inundada por agua y Marge está pintando un lienzo en el tejado de su casa. Este fue dibujado por la animadora Amy Clese, quien se basó en una obra de Joseph Mallord William Turner, un pintor romántico inglés. Según Dean Moore, fue «hermosamente difícil» de animar, ya que tenía muchos aguados y gradientes, si bien estuvo «muy contento» con el resultado.
En «Mom and Pop Art» destaca el artista contemporáneo americano Jasper Johns, quien se representó a sí mismo. Sus líneas fueron grabadas mediante teléfono y Jean declaró que fue «extremadamente emocionante» contar con su aparición en el episodio. También destaca la actriz italiana Isabella Rossellini en el papel de Astrid Weller, a lo que Jean manifestó que su actuación fue «espectacular» y que fue «maravilloso introducirla [en el reparto]», aunque hubo una línea difícil de interpretar. En una escena, Astrid presenta a la audiencia el arte de Homer en un club. Originalmente, ella debería haber dicho: «You snorted my father's ashes» —en español: «Vosotros inhalasteis las cenizas de mi padre»—, pero debido al acento de Rossellini, sonaba como: «You snorted my father's ass» —en español: «Vosotros inhalasteis el trasero de mi padre»—, según Jean. Finalmente, debido a que ninguna de las grabaciones sonaba bien, se descartó.

## Referencias culturales

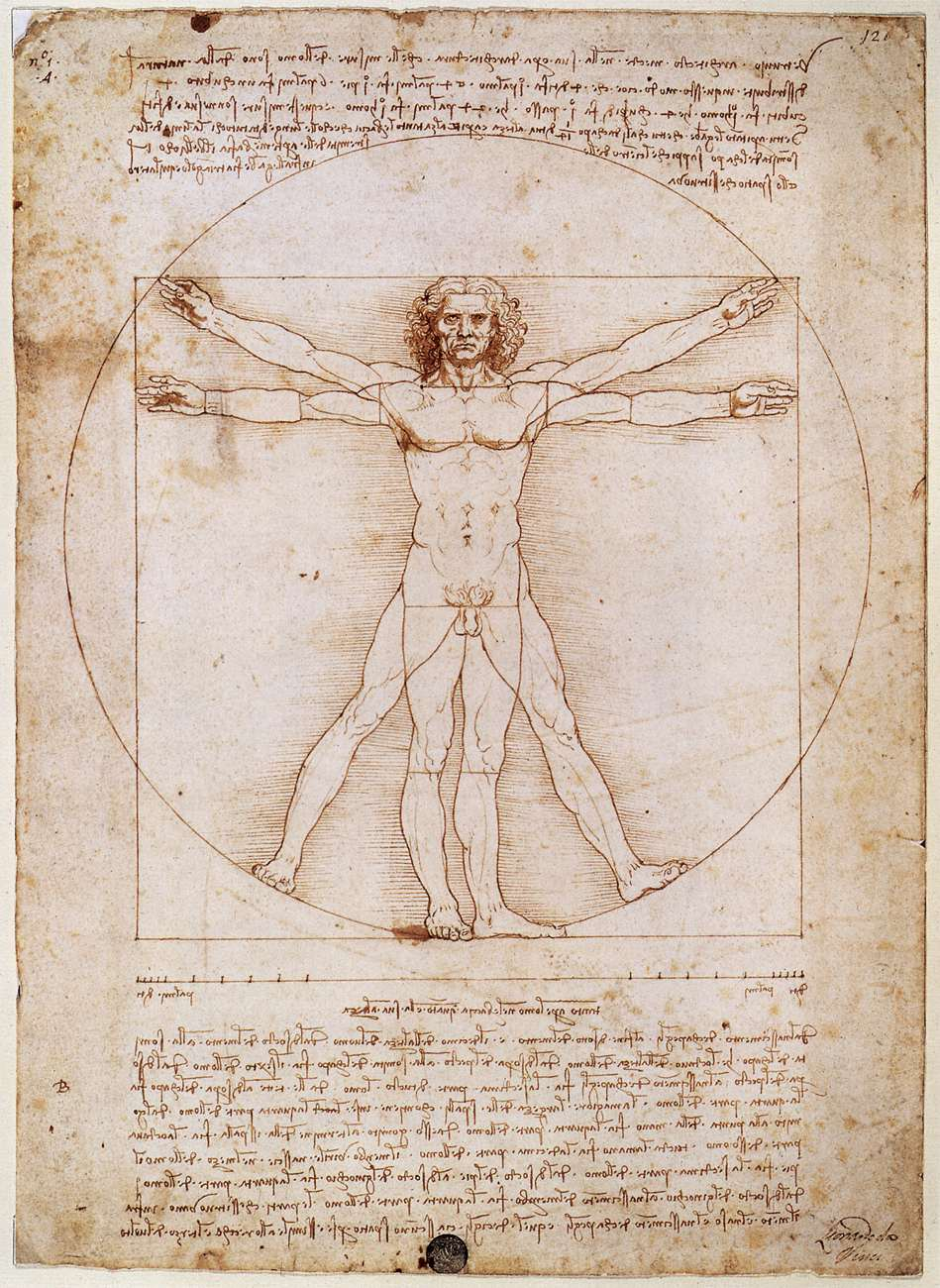
El Hombre de Vitruvio de Leonardo da Vinci aparece en el episodio.